# Mario Zan
Mario Giovanni Zandomeneghi (Roncade, 9 de outubro de 1920 — São Paulo, 8 de novembro de 2006), conhecido como Mario Zan, foi um acordeonista italiano radicado no Brasil, famoso por compor o hino comemorativo do IV Centenário da cidade de São Paulo e por suas músicas típicas das festas juninas de São Paulo e da Região Centro-Sul do Brasil.

## Biografia
Mario Giovanni Zandomeneghi nasceu em Roncade, região do Vêneto, província de Treviso, na Itália e, na década de 1920, imigrou junto a família para São Paulo. A família Zandomeneghi instalou-se em Santa Adélia, região de Catanduva, interior de São Paulo, onde Mario Zan teve como principal incentivador o primo e acordeonista Hilário Fossalussa, da cidade de Olímpia, também em São Paulo.
Mario Zan começou a tocar acordeão aos treze anos de idade e foi considerado um dos melhores acordeonistas do Brasil, tendo se tornado famoso pelas composições (mais de mil gravadas), sendo muitas delas as mais populares canções das festas juninas paulistas, como a Quadrilha Completa, Balão Bonito, Noites de Junho e Pula a Fogueira. Mario Zan também foi o autor dos hinos comemorativos dos 400 anos e 450 anos da cidade de São Paulo. Zan compôs também dobrados, sendo de sua autoria o famoso Dobrado Silvino Rodrigues. O "Rei do Baião" Luíz Gonzaga disse uma vez que Mario Zan era o verdadeiro "Rei da Sanfona".
Duas de suas canções ultrapassaram as fronteiras brasileiras: Nova Flor (escrita em parceria com Palmeira e gravado em inglês como Love me like a Stranger, em espanhol como Los hombres no deben llorar, e em alemão como Fremde oder Freunde) e o Hino do Quarto Centenário de São Paulo, escrita em parceria com José Manoel Alves.

## Morte
Mário Zan morreu após uma parada cardíaca, em São Paulo. Seu corpo foi velado na Assembleia Legislativa de São Paulo e sepultado no Cemitério da Consolação, em frente ao jazigo onde está enterrada a Marquesa de Santos, conforme desejo do próprio Mário, que era seu grande admirador.